# Dagmar Goch

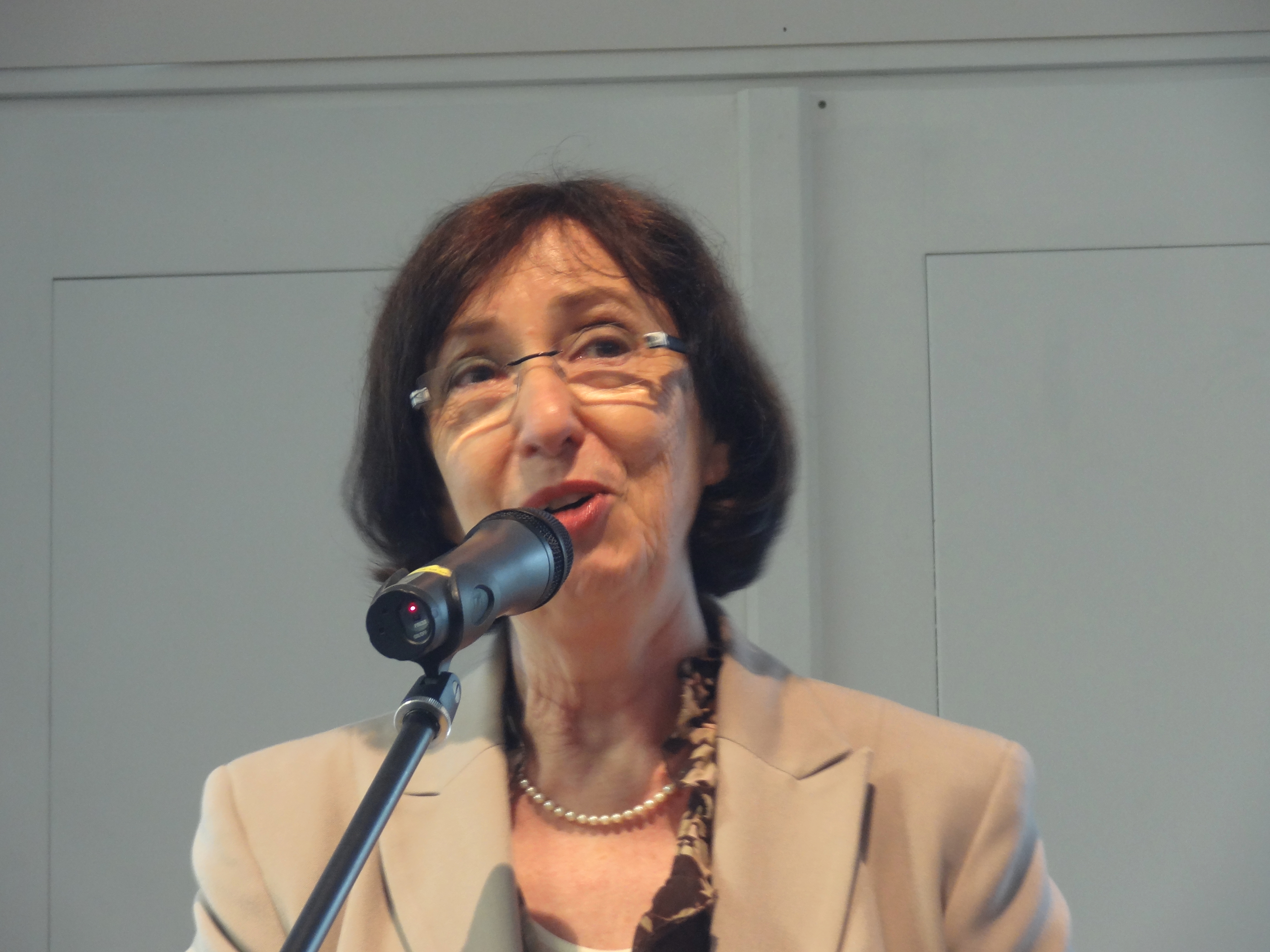
Dagmar Goch 2014

Dagmar Goch (* 1. September 1949 in Dinslaken) ist eine deutsche Kommunalpolitikerin (SPD) und war vom 13. Oktober 2004 bis 2015 hauptamtliche Bürgermeisterin von Hattingen.

## Leben
Nach ihrer Schulzeit und Abitur in Düsseldorf studierte sie an der Ruhr-Universität Bochum Deutsch und Englisch und wurde zum Dr. phil promoviert. Nach dem Referendariat war sie ab 1977 für die Volkshochschule der Stadt Hattingen tätig und leitete diese zwischen 1984 und 1992. In den Jahren 1992 bis 2004 war sie in Herne als Beigeordnete für die Bereiche Kultur, Schule, Sport und Feuerwehr tätig. Für die Stadt Hattingen sitzt sie in zahlreichen örtlichen und überörtlichen Gremien.
Dagmar Goch ist verheiratet und hat zwei Kinder.